# Puszczyk mszarny
Puszczyk mszarny, sowa mszarna (Strix nebulosa) – gatunek dużego ptaka drapieżnego z rodziny puszczykowatych (Strigidae), zamieszkujący tajgę na północy Europy, Azji i Ameryki Północnej. Osiadły, ale w razie niedostatku pokarmu może koczować lub podejmować wędrówki. Gatunek długowieczny. W niewoli dożywa nawet 40 lat, jest obok puchacza wirginijskiego najdłużej żyjącą sową i jednym z najdłużej żyjących ptaków drapieżnych. Nie jest zagrożony wyginięciem.

## Podgatunki
Wyróżnia się dwa podgatunki Strix nebulosa:
- Strix nebulosa lapponica – występuje na terenach północnych Europy i Azji, charakterystyczna duża okrągła szlara. Nieznacznie większy od Strix nebulosa nebulosa.
- Strix nebulosa nebulosa – występuje na północy kontynentu północnoamerykańskiego, mniejsza szlara ze słabiej wyróżnionymi prążkami niż u Strix nebulosa lapponica, nieznacznie też od niego mniejszy. Smukła budowa ciała.

Proponowany podgatunek elisabethae, opisany z gór Chentej w północnej Mongolii, został zsynonimizowany z lapponica. Opisany w 2014 roku podgatunek yosemitensis uznano za synonim nebulosa, choć jego ważność wymaga dalszych badań.

## Charakterystyka

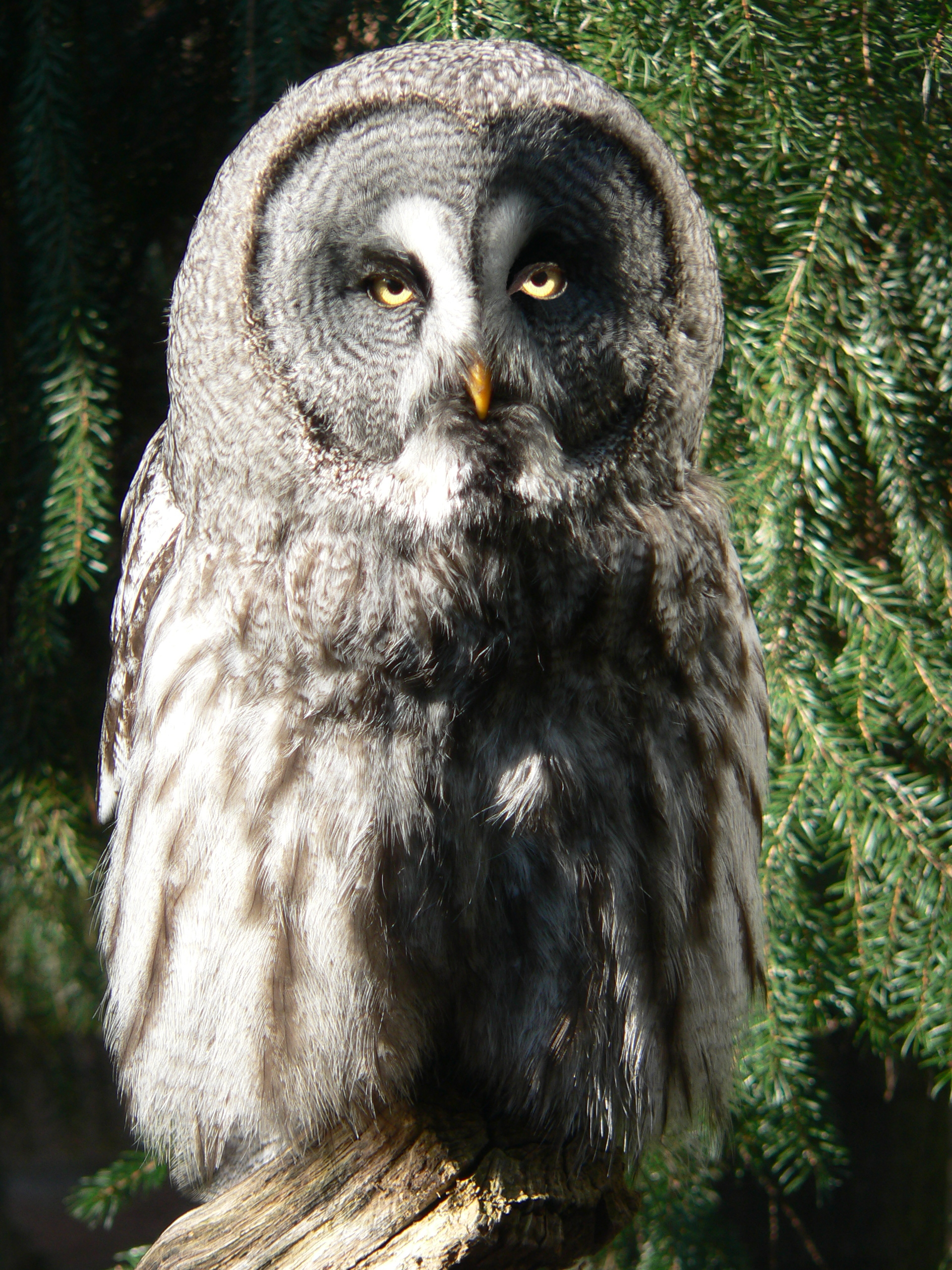

Wygląd zewnętrznyDuża sowa, wielkości zbliżonej do puchacza bengalskiego, ale mniejsza od puchacza zwyczajnego. Skrzydła i ogon długie i zaokrąglone. W upierzeniu brak dymorfizmu płciowego, jednak samice większe od samców. Głowa duża, okrągła. Szlara kolista, duża, przy oczach i dziobie czarna z jasnymi półksiężycami między oczyma. Pozostała część jasnoszara z drobnymi, ciemnymi, koncentrycznymi pręgami, przypominającymi nieco słoje drzewa. Oczy żółte, stosunkowo małe, dziób żółty. Podbródek czarny. Pióra na wierzchu ciała ciemne z nieregularnymi szarymi i brudnobiałymi plamami. Pióra na spodzie ciała białe, z delikatnie zaznaczonym poprzecznym rysunkiem i ciemnymi, podłużnymi plamami wzdłuż stosin. Sterówki i lotki w kolorze brązowym z jasnymi – od białych po kremowe – plamami. Nogi silnie opierzone. Strix nebulosa lapponica pod względem budowy ciała nieznacznie większy niż Strix nebulosa nebulosa, ma również większą okrągłą szlarę.
Rozmiarydługość ciała ok. 65–70 cm, rozpiętość skrzydeł ok. 140–145 cm
Masa ciałaok. 900–1200 g
GłosGłos terytorialny: niskie, głuche „hu” dość szybko powtarzane w seriach po 8–12 razy. Samica może odzywać się podobnie jak samiec (ale bardziej ochryple) lub, częściej, głosem kontaktowym – wysokim, piszczącym „kje”. Samce są aktywne głosowo głównie w sezonie lęgowym (od lutego do lipca), a w ciągu doby – o świcie i zmierzchu. Poza sezonem lęgowym ciche. Na intruza zbliżającego się do gniazda reagują kłapaniem dzioba i alarmowym „huch huch huch”. Młode osobniki wydają inne dźwięki.
ZachowanieAktywny głównie o zmierzchu i o świcie, a zimą i podczas wychowywania młodych (w czerwcu) – również w dzień. Odpoczywa wtedy w środku nocy. Lot spokojny, z powolnymi uderzeniami skrzydeł (podobnie jak czapla). Całkowicie niepłochliwy, ale przy gnieździe może być agresywny i niebezpieczny dla człowieka, zwłaszcza w okresie lęgowym. Silnie rozwinięty terytorializm. Podczas lęgów nie toleruje innych ptaków swojego gatunku.
Długość życiaW stanie dzikim kilkanaście (do 20) lat. W hodowli dożywa nawet 40 lat, co jest czasem wyjątkowo długim i czyni go jedną z najdłużej żyjących sów. Pod tym względem czasami dorównuje mu puchacz wirginijski.

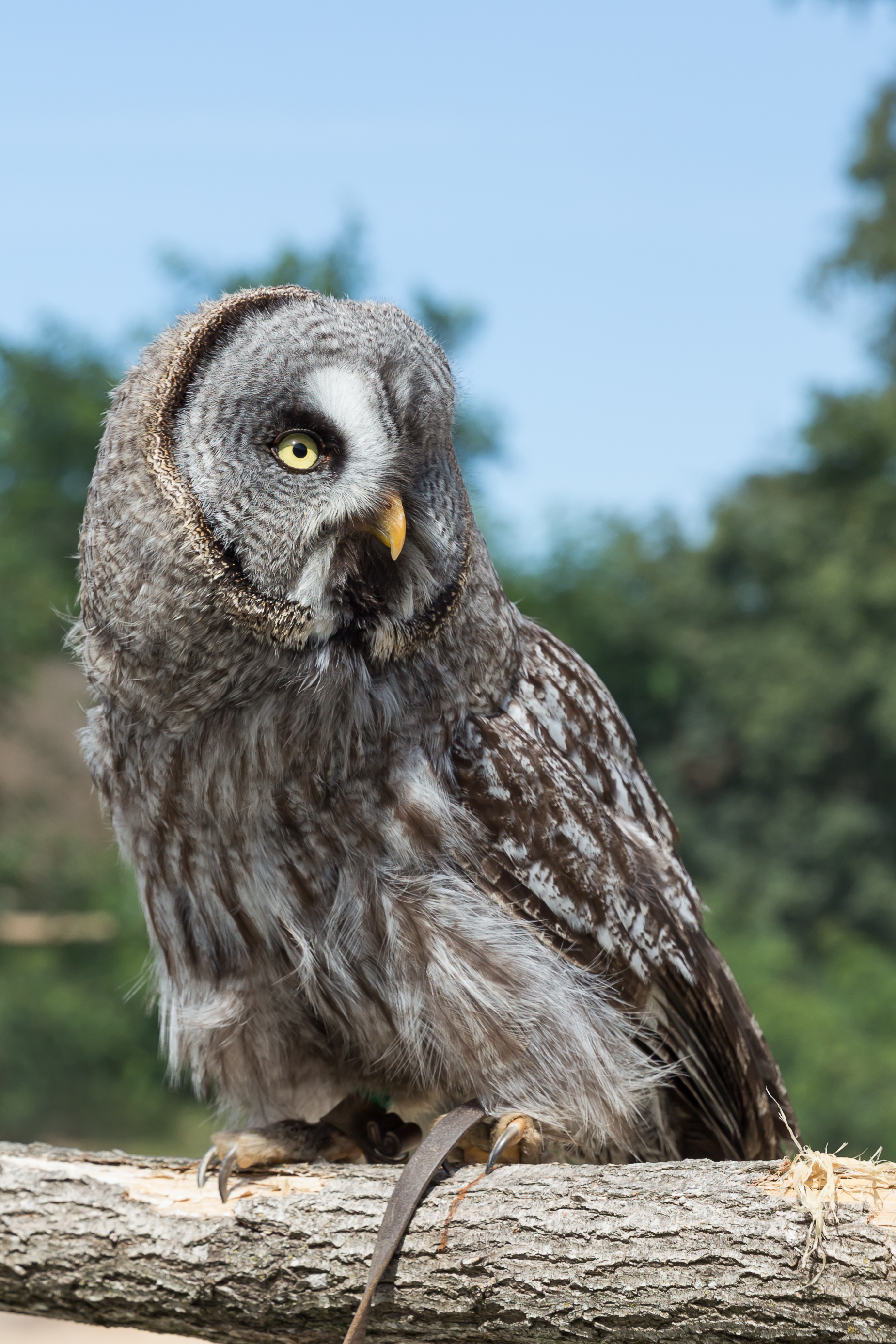
Puszczyk mszarny we francuskim zoo

## Występowanie
Strefa tajgi od Norwegii do pacyficznych wybrzeży Syberii i Sachalinu, na południu po północną Mongolię i północno-wschodnie Chiny, a także północna część Ameryki Północnej (Alaska, Kanada i zachodnie USA). Osobna populacja, oddalona o około 400–500 km od głównego zasięgu, znajduje się na ukraińskim i białoruskim Polesiu; z niej pochodzą osobniki od 2010 roku gniazdujące w Polsce.
W Polsce po 1945 roku obserwowano rzadko zalatujące ptaki z białoruskiej części Puszczy Białowieskiej, rzadko spotykany tam do dziś. W 2008 roku zaobserwowany został na Śląsku, a w roku 2010 doszło do stwierdzenia pierwszych w kraju lęgów w Lasach Sobiborskich na Polesiu Lubelskim; w roku 2012 gniazdowało na tym terenie już co najmniej 8 par, gatunek ten gniazdował tam także w roku 2013. Ze względu na coraz częstsze przypadki lęgów puszczyka mszarnego w Polsce prognozuje się, że poza Polesiem Lubelskim populacja tych sów może skolonizować Puszczę Solską i Lasy Janowskie, jak również Podlasie i Bagna Biebrzańskie. Wiele tych sów przebywa w ośrodkach edukacji ekologicznej i sokolarniach, gdzie cenione są przez zwiedzających za nietypowy wygląd.

## Środowisko
Tajga i inne rozległe bory sosnowe i świerkowe, z domieszką innych drzew iglastych i liściastych. W sąsiedztwie powinny znajdować się tereny otwarte (polany, zręby, mszary), na których zdobywa pożywienie. 

## Pożywienie
Niewielkie gryzonie, głównie norniki. Sporadycznie chwyta też ptaki, płazy, gady i owady. Poluje zwykle z zasiadki, spadając na ofiarę z gałęzi, słupa czy innego wyniesionego punktu o wysokości 1–4 m. Może również zawisać w powietrzu czy wypatrywać ofiar z ziemi lub niskich krzaków i złomów. Często dopada ofiary poruszające się pod śniegiem. Poluje na terenach otwartych z licznymi miejscami do dogodnej obserwacji – polanach, zrębach, torfowiskach, skrajach lasu.
Wypluwki są duże (7,5–10 cm długości i 2,5–5 cm szerokości). Mają kolor ciemnoszary lub czarny i zwartą strukturę.

## Lęgi

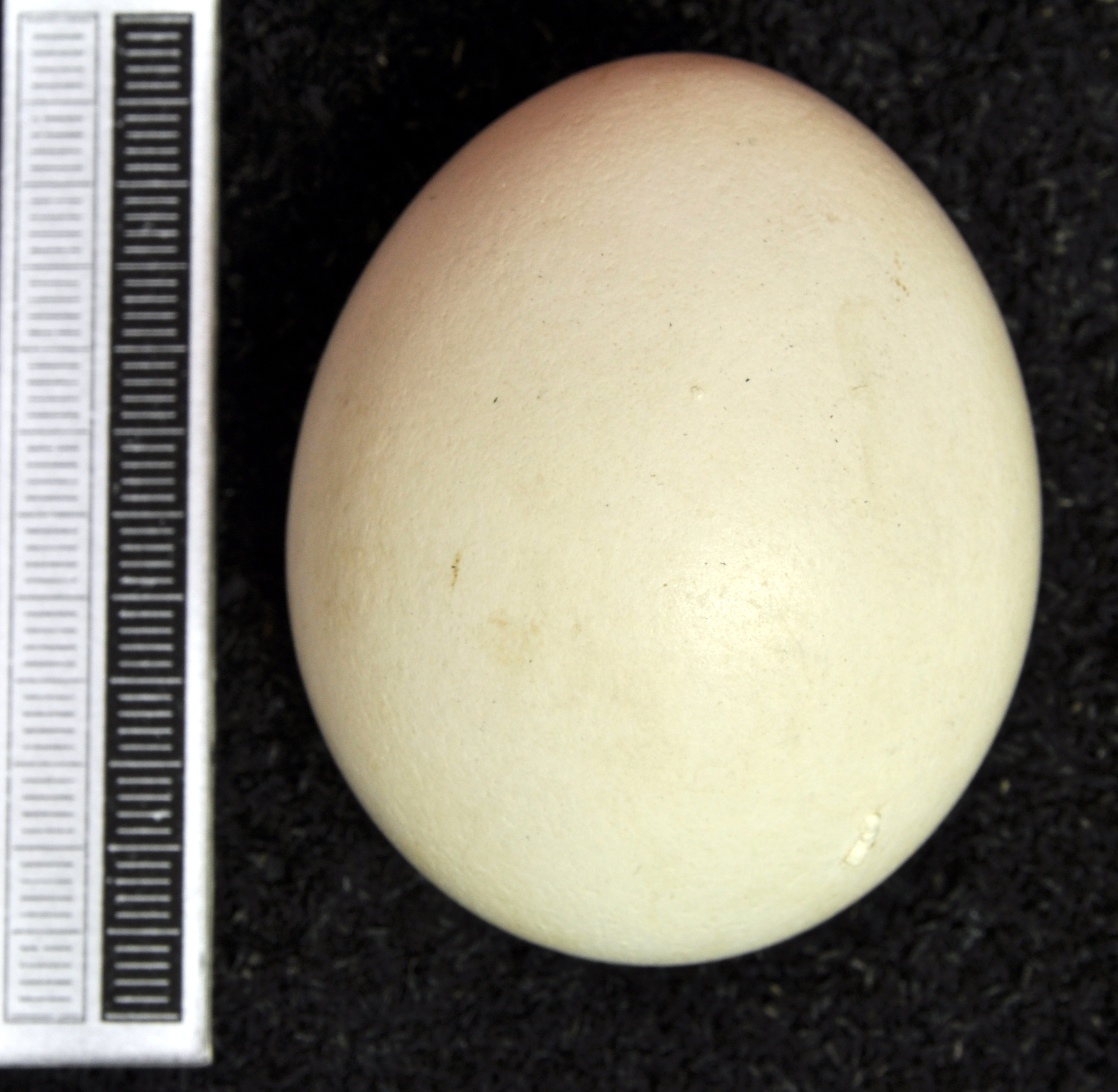
Jajo z kolekcji muzealnej

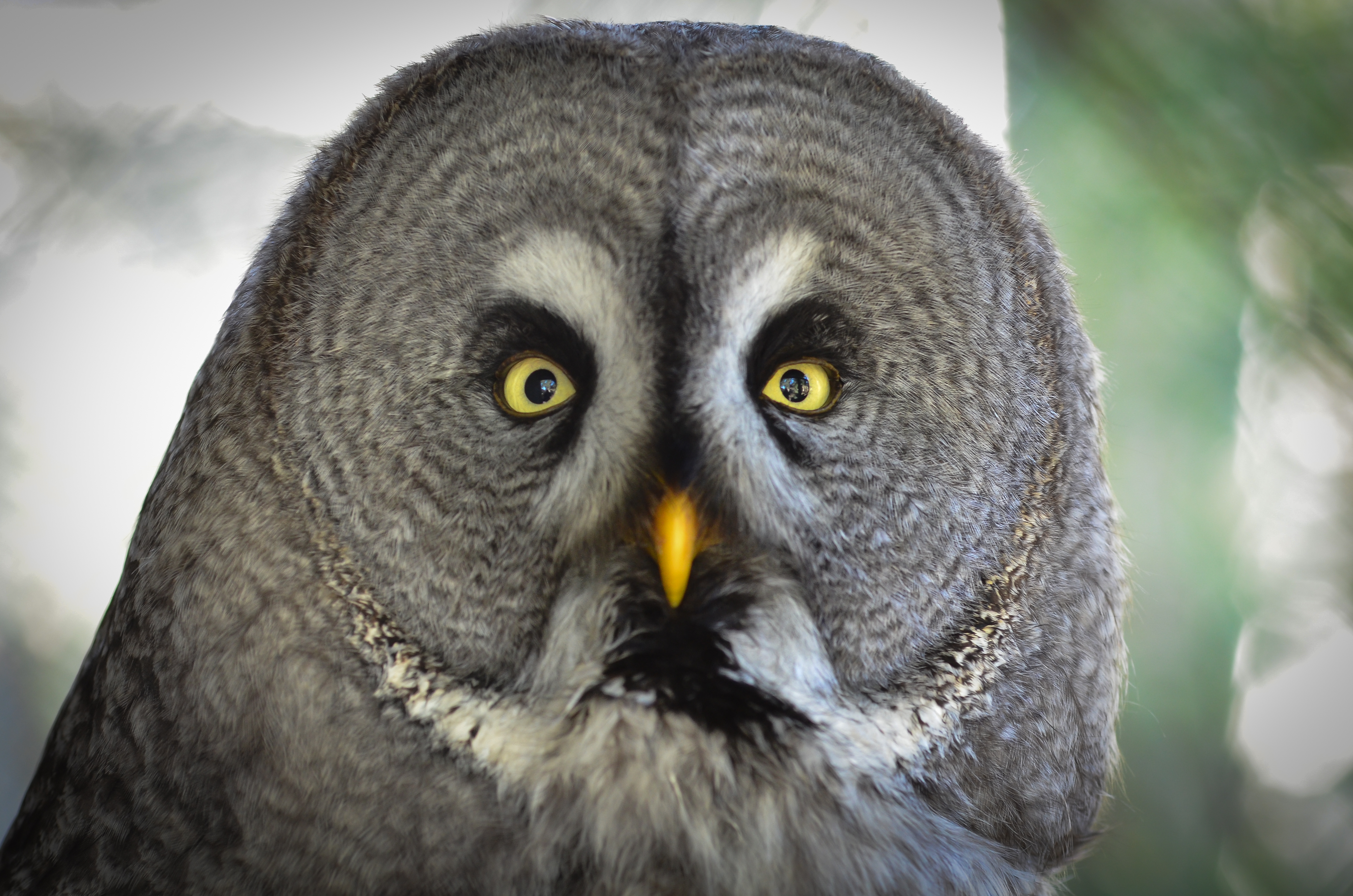
Szlara puszczyka mszarnego

Wyprowadza jeden lęg w roku.
GniazdoCharakterystycznym miejscem jest szczyt złamanego pnia, może być to również opuszczone gniazdo ptaków krukowatych lub drapieżnych, zwłaszcza jastrzębia, myszołowa i trzmielojada. Rzadziej gnieździ się bezpośrednio na ziemi. Przed zajęciem gniazda czyści je i wyścieła gałązkami iglastymi, sierścią, korą i mchem, co nie jest typowe dla sów.
Jaja i wysiadywanieSamica w kwietniu składa 2 do 5 jaj w odstępach 1–2 dni. Jaja wysiadywane są poczynając od pierwszego jaja przez okres około 30 dni, wyłącznie przez samicę. Samiec przynosi pokarm dla niej i piskląt, kiedy już się wyklują.
PisklętaPisklęta opuszczają gniazdo po 3–4 tygodniach. Nie potrafią jeszcze wtedy latać, ale dobrze się wspinają. Po ok. 8 tygodniach są już lotne, ale pozostają w okolicy gniazda jeszcze przez kilka miesięcy.

## Status i ochrona
Międzynarodowa Unia Ochrony Przyrody (IUCN) uznaje puszczyka mszarnego za gatunek najmniejszej troski (LC – Least Concern) nieprzerwanie od 1988 roku. W 2020 roku organizacja Partners in Flight szacowała liczebność światowej populacji na około 120 tysięcy osobników, co odpowiada około 80 tysiącom osobników dorosłych. Globalny trend liczebności populacji uznawany jest za wzrostowy.
Na terenie Polski jest objęty ścisłą ochroną gatunkową, wymaga ochrony czynnej. Na Czerwonej liście ptaków Polski został sklasyfikowany jako gatunek zagrożony (EN – Endangered). W 2020 roku stwierdzono 16 zajętych przez te ptaki terytoriów, z czego do lęgów przystąpiło 10 par.